# Cuibul visurilor (nuvelă)
Cuibul visurilor este o nuvelă scrisă de Liviu Rebreanu.